# 石田川ダム
石田川ダム（いしだがわダム）は、滋賀県高島市、一級河川・淀川水系石田川に建設されたダム。高さ43.5メートルのロックフィルダムで、洪水調節・不特定利水を目的とする、滋賀県営の治水ダムである。
洪水調節と不特定かんがい用水の補給のため、滋賀県営ダム事業としては余呉湖のダム化、日野川ダムに続いて完成した。
ダム周辺には遊歩道や展望台が整備され、上流にはため池百選の淡海湖や、カキツバタの群生する平池があり、高島トレイルの三重嶽と武奈ヶ嶽の周遊コースの起点となっている。